# ذبح اسلامی
ذبح اسلامی یا ذبیحه یا ذبح حلال به مجموعه دستورهایی گفته می‌شود که در دین اسلام برای طرز ذبح و آماده‌سازی و پخت انواع غذا توصیه شده‌است. ریشه قرآنی این دستورهای فقهی از آیات سوره مائده (آیه ۳) و سوره بقره استخراج شده‌است.

## روش ذبح
در اسلام، ذبح حیوانات آبزی مستثنی شده‌است و بیشتر در مورد پستانداران و پرندگان حلال‌گوشت مورد استفاده قرار می‌گیرد. در این روش، با جسم برنده رگ‌های گردنی حیوان بریده شده و خروج خون از سر و گردن صورت می‌گیرد. شرایط ذبح حلال به شرح زیر است:
1. حیوان مورد نظر باید حلال گوشت باشد.
2. فرد ذبح‌کننده باید معتقد به یکی از ادیان ابراهیمی (یهودیت، مسیحیت، اسلام) باشد. هرچند در میان علمای اسلامی در این مورد همچنان بحث است.
3. در هنگام ذبح، باید نام خدا آورده شود.[۱]

بر اساس منابع فقهی کارهایی که در ذبح حیوانات مکروه هستند عبارتند از:
1. بریدن نخاع قبل از جان دادن حیوان.
2. ذبح حیوان در منظر حیوانات دیگر.
3. ذبح حیوان پرورش‌یافته.
4. ذبح حیوان در شب.
5. ذبح قبل از زوال روز جمعه.
6. فرو بردن چاقو در پشت حلقوم و کشیدن آن به سمت جلو، به گونه‌ای که حلقوم از پشت بریده شود.[۲]

## بحث‌ها

### تفاوت با ذبح غیراسلامی
طبق سنت اسلامی اگر حیوانی به درستی ذبح شود، پس از چند ثانیه در حالتی از خماری فرومی‌رود و دست و پا زدنش تنها ناشی از واکنش‌های عصبی است. همچنین در بسیاری از منابع اسلامی، به مواردی مانند خوشرفتاری با حیوانات، تیز بودن چاقو و سرعت عمل در ذبح اشاره شده تا حیوان کمتر عذاب بکشد. قطع نخاع حیوان در هنگام ذبح، شلیک گلوله به مغز او یا وارد آوردن شوک الکتریکی به بدنش، (که در بیشتر کشورهای غیر اسلامی انجام می‌شود) موجب قطع ضربان قلب می‌شود. در این صورت، مقداری قابل توجهی از خون در رگ‌ها و مویرگ‌ها باقی می‌ماند که فساد پذیری گوشت را بالا می‌برد.
با ارزیابی دستورهای عمده جهت ذبح حلال و مقایسه آنها با دلایل علمی به نظر می‌رسد پس از ذبح مقدار زیادی از خون پمپ شده توسط قلب سریعاً از محل برش خارج می‌شود و افت سریع فشار خون ایجاد می‌شود. در نتیجه مغز از مهمترین منبع اکسیژن و گلوکز خود محروم شده و در نهایت آنوکسی ایجاد می‌شود. به دلیل نرسیدن خون به مغز در اثر خونریزی شدید، ضربان قلب حیوان شدید شده تا جریان خون به مغز و دیگر قسمت‌های بدن افزایش یابد. انقباضات شدید عضلانی، تشنج و عکس‌العمل‌های فیزیولوژیک آغاز می‌شود تا خون به قسمت‌های بالایی به خصوص مغز فرستاده شود. این انقباضات شدید عضلانی و تشنج دردناک نیستند. در نهایت مقدار زیادی از خون به دلیل انقباضات عضلانی و فشار ناشی از آن خارج می‌شود؛ که این نکته منجر به خونگیری دام و کیفیت بیشتر گوشت می‌شود. برش سریع و ناگهانی هیچ دردی را ایجاد نمی‌کند. زیرا ساختارهای زیر پوست به غیر از پایانه‌های اعصاب حسی فاقد حساسیت به درد هستند.
در ذبح اسلامی است که مری، نای و دو شاهرگ جدا گشته و طناب نخاعی جدا نمی‌شود، با رفتن خون از بدن دام، مغز به علت فشار خون پایین به قلب فرمان می‌دهد که با سرعت بیشتری به تپیدن پرداخته و باعث می‌شود که تماماً خون از بدن دام خارج شود.

#### تحقیقات
تحقیقات آستانه درد (پروفسور ویلهلم شازل و دکتر هزیم در دانشکده دامپزشکی هانوفر آلمان.آنها از طریق آزمایش ثبت آنسفالوگرافی الکتریکی(EEG) و الکتروکاردیوگرافی (ECG) در موقعیت‎های مختلف مغز و قلب در همه دامها و در طی مراحل ذبح و کشتار به روشهای مختلف بررسی کردند 
الف- ذبح اسلامی 1- دو سوم ابتدایی از زمان ذبح اسلامی بر روی EEG ثبت شده است. هیچ تغییری نسبت به قبل از کشتار در این نمودار دیده نمی شود.بنابر این نشان می دهد که حیوانات هیچ احساس دردی در طی یا بلافاصله پس از برش نشان نمی دهند. 2- در سه ثانیه ثبت EEG یک موقعیت استراحت عمیق و بیهوشی دیده می شود. این حالت وابسته به کمیت وسیع فوران خون از بدن می باشد. 3- پس از 6 ثانیه ثبت EEG میزان صفر را نشان می دهد که هیچ احساس دردی وجود ندارد. 4- پیام مغزی(EEG) به میزان صفر پایین می آید. اما هنوز قلب ضربان دارد و تشنج بدن رخ می دهد (واکنش فعال در طناب نخاعی) بنابر این حداکثر میزان خون از بدن خارج می شود و گوشتی بهداشتی برای مصرف کننده مهیا می گردد. 
ب-ذبح غیر اسلامی1- حیوان ظاهرا پس از بی‌حسی هوشیاری خود را از دست می دهد. 2- درد شدیدی را EEG بلافاصله پس از بی‌حسی نشان می دهد. 3- ضربان قلب حیوان بی‌حس شده توسط تپانچه در مقایسه با ذبح اسلامی سریعتر متوقف شده و در نتیجه مقدار زیادی از خون داخل گوشت باقی می ماند. بیماری جنون گاوی: در روش بی‌حسی قبل از کشتار نه تنها شدت درد وجود دارد بلکه این راه سبب افزایش نگرانی می گردد. زیرا این روش عاملی در گسترش بیماری جنون گاوی است که اخیرا بواسطه تحقیقات محققان دانشگاه تگزاس و محققان کانادایی بواسطه روشی به نام بی‌حسی بادی (انفجار هوای فشرده 150 پوندی با شلیک یک اسلحه آهنی به‌داخل مغز گاو) مورد بررسی قرار گرفته است. این نیروی انفجاری سبب انتشار و پخش بافت مغز می‎شود. این اخبار همچنین سبب آشفتگی شد زیرا بافت مغز و نخاع عمده‌ترین قسمت های عفونی در بیماری جنون گاوی هستند و حالت پنیر سوئیسی سوراخ دار را در مغز دام بیمار ایجاد می کنند.تحقیقات دانشکده هانوفر کاملا ذبح اسلامی و فواید آن را برای دام بیان نموده است بطوری‌که در روش ذبح اسلامی، اطلاعات ثبت شده بر روی پیام مغزی میزان صفر را نشان می دهد که بیانگر بی‎دردی حیوان هنگام برش گلو می‎باشد.

### ممنوعیت
پارلمان هلند در ۲۸ ژوئن ۲۰۱۱ انجام ذبح اسلامی و یهودی را در آن کشور به منظور کاهش درد و رنج حیوانات در زمان کشتن آن‌ها ممنوع کرد. مسلمانان و یهودیان پس از اعتراض به این قانون، از آن مستثنی شدند به شرطی که ذبح به گونه‌ای باشد که حیوان ظرف ۴۰ ثانیه بی‌هوش شود.
در دانمارک نیز ذبح اسلامی و کشروت به کلی ممنوع است.
در بلژیک نیز با حمایت گروه‌های حامی حیوانات، قانون منع ذبح اسلامی و کشروت از ژانویه ۲۰۱۹ اجرایی شد.

#### نظر اهل سنت
اهل سنت ذبیحه اهل توحید (مسلمان، یهودی و مسیحی) را حلال می‌دانند به شرطی که طبق دستور اسلام، قبل از مرگ سر بریده شده باشد. همچنین استفاده از شوک الکترونیکی و داروی بیهوشی به شرطی که قبل از سربریدن موجب مرگ حیوان نشود، اختلالی در حلال بودن گوشت به وجود نمی‌آورد.

## در دیگر ادیان
در دیگر ادیان نیز مشابه چنین دستورهایی دیده می‌شود. برای نمونه در آیین یهود دستورهایی چون کشروت را می‌توان دید.